# 규화 (단백석)

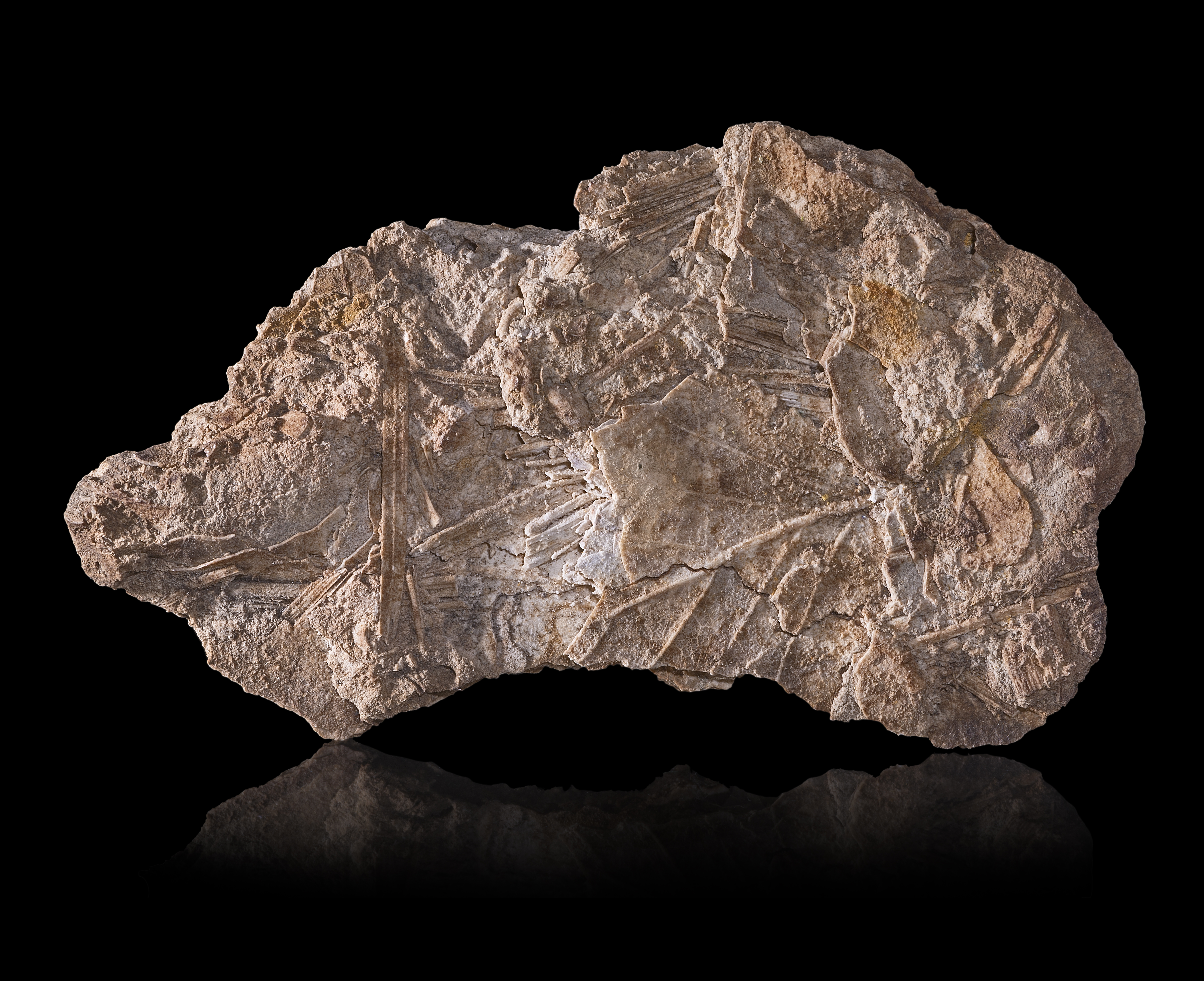

규화(硅華, geyserite, siliceous sinter)는 단백석 이산화 규소의 일종으로, 온천과 간헐천의 지각으로 종종 발견된다. 포도송이 모양의 규화는 피오라이트(Fiorite)로 부른다. 규화는 작은 수많은 구멍을 둘러싼 이산화 규소로 인해 구멍이 많다.

## 같이 보기
- 생명진화사 연표